# Манастир Велика Лавра
Манастир Велика Лавра (грч. Μονή Μεγίστης Λαύρας) је најстарији и први у хијерархији међу светогорским манастирима. Налази се на југоистоку Свете горе, на локалитету званом Мелана. Оснивач му је Свети Атанасије Атонски, са којим и почиње велики успон светогорског монаштва. Он је увео киновијски систем, по којем монаси упражњавају послушање и живот у заједници, умјесто дотад преовладавајућег пустињаштва.
Атанасије је почео са изградњом Велике Лавре по одобрењу византијског цара Романа II, а његов насљедник Нићифор II Фока је био велики Атанасијев пријатељ, и помагао му је на разне начине. Најприје је 963. изграђена главна манастирска црква посвећена Благовјестима Пресветој Богородици, и ускоро су почели пристизати људи разних народности са жељом да живе монашким животом под Атанасијевим управљањем. Политику подршке су наставили и Фокини насљедници Јован I Цимискије и Василије II, и поред извјесних неслагања са Атанасијем.
Након смрти Светог Атанасија манастир је посвећен њему, а управу над њим преузимају Свети Јован Иверски, оснивач манастира Ивирон, и византијски војсковођа Нићифор Уран. Велика Лавра је стално напредовала и задобила је многе дарове. Поред годишње дотације у златницима коју су установили Фока и Цимискије, Василије II joj је поклонио једно острво близу Скијатоса. Временом је и неколико мањих манастира постало власништво Велике Лавре. И српски цар Стефан Душан је био веома дарежљив према њој.
Гусарски напади у 14. вијеку доводе до распада киновијске организације живота у манастиру, а озбиљне ударце му је задала и серија земљотреса, од којих се најтежи десио 1585. Опадању Велике Лавре у том периоду је допринио и терет пореза који су наметнути манастирима за вријеме турске владавине.
Изворна архитектура манастира из 963. године је у каснијим временима претрпјела низ промјена. Поред главне цркве он данас има и 36 мањих цркава, а припадају му три скита и више испосница. Међу осталим великим вриједностима, у манастиру се налазе икона Богородице Кукузелисе, патријаршијске и царске одежде, мошти светаца и друге реликвије. Библиотека Велике Лавре има 2116 рукописа на грчком, око 100 рукописа на другим језицима, и око 20.000 штампаних књига. У самом манастиру је данас око 50 монаха, а у објектима који му припадају око 300.
Манастир се од 1988. године, заједно са осталих деветнаест светогорских манастира, налази на УНЕСКО-вој листи светске баштине у склопу споменика средњег века обједињених под заштићеном целином Планина Атос. Мошти преподобног Нила Мироточивог се чувају у манастиру.